# Чан Пайн Рідж

Чан Пайн Рідж (англ. Chan Pine Ridge) — поселення на північному заході Белізу, в окрузі Ориндж-Волк, південніше адміністративного центру краю.

## Розташування
Чан Пайн Рідж знаходиться на низовині Юкатанської платформи в серединній частині Белізу. Місцевість навколо Чан Пайн Рідж рівнинна, помережена невеличкими річками та болотяними озерцями, а село стоїть
зовсім поруч із головною водною артерією округу — повноводною річкою Ріо-Нуево (Rio Nuevo).

## Населення
Населення за даними на 2010 рік становить 446 осіб. З етнічної точки зору, населення — це суміш: майя, метисів та креолів.
| Рік       | 2000 | 2010 |
| --------- | ---- | ---- |
| Населення | 351  | 446  |

## Клімат
Чан Пайн Рідж знаходиться у зоні тропічного мусонного клімату. Середньорічна температура становить +24 °C. Найспекотніший місяць квітень, коли середня температура становить +26 °C. Найхолодніший місяць січень, з середньою температурою +21 °С. Середньорічна кількість опадів становить 3261 міліметрів. Найбільше опадів випадає у жовтні, в середньому 404 мм опадів, самий сухий квітень, з 46 мм опадів.